# Calheta (Azoren)
Calheta is een gemeente in het Portugese autonome gebied en eilandengroep Azoren.

## Plaatsen in de gemeente
- Calheta
- Norte Pequeno
- Ribeira Seca
- Santo Antão
- Topo (of Nossa Senhora do Rosário)